# Fàbia Eudòxia
Fàbia Eudòxia fou la primera esposa de l'emperador romà d'Orient Heracli.
Era filla d'un noble africà i va anar a Constantinoble l'any 610. Sembla que era allí quan Heracli, al que estava promesa, i que havia estat proclamat emperador a Àfrica, va sortir cap a la capital imperial per destronar a Flavi Focas. Focas la va fer tancar en un monestir junt amb la mare d'Heracli, però foren alliberades abans de la caiguda de Focas.
El 5 d'octubre de l'any 610, el mateix dia de l'execució de Focas, es va celebrar la coronació d'Heracli i el seu casament, oficiat pel patriarca Sergi I de Constantinoble. Segons Zonaràs Heracli li va donar allà el nom de Fàbia, però segons Jordi Cedrè aquest era el seu nom original, cosa que sembla més probable.
Va tenir tres fills amb l'emperador: Eudòxia Epifania, Heracli i Constantí. Va morir poc després del naixement del tercer fill. Cedrè diu que només va tenir un fill anomenat Constantí, el futur emperador Constantí II Heracli. La mort de l'emperadriu se situa per Cedrè l'any 612, i probablement només hauria tingut temps de tenir com a màxim dos fills.